# Серрито (Колумбия)
Серрито (исп. Cerrito) — город и муниципалитет в северо-восточной части Колумбии, на территории департамента Сантандер. Входит в состав провинции Гарсия-Ровира.

## История
Поселение, из которого позднее вырос город, было основано 20 июня 1775 года. Муниципалитет Серрито был выделен в отдельную административную единицу в 1889 году.

## Географическое положение

Муниципалитет Серрито

Город расположен в восточной части департамента, в горной местности Восточной Кордильеры, на расстоянии приблизительно 53 километров к юго-востоку от города Букараманги, административного центра департамента. Абсолютная высота — 2512 метров над уровнем моря.
Муниципалитет Серрито граничит на северо-западе с территорией муниципалитета Гуака, на западе — с муниципалитетом Сан-Андрес, на юге и юго-востоке — с муниципалитетом Консепсьон, на севере и северо-востоке — с территорией департамента Северный Сантандер. Площадь муниципалитета составляет 416 км².

## Население
По данным Национального административного департамента статистики Колумбии, совокупная численность населения города и муниципалитета в 2015 году составляла 5708 человек.
Динамика численности населения муниципалитета по годам:
| 2005 | 2006 | 2007 | 2008 | 2009 | 2010 | 2011 | 2012 | 2013 | 2014 | 2015 |
| ---- | ---- | ---- | ---- | ---- | ---- | ---- | ---- | ---- | ---- | ---- |
| 6319 | 6246 | 6187 | 6125 | 6068 | 6011 | 5948 | 5890 | 5827 | 5771 | 5708 |

Согласно данным переписи 2005 года мужчины составляли 51,8 % от населения Серрито, женщины — соответственно 48,2 %. В расовом отношении белые и метисы составляли 97,8 % от населения города; индейцы — 2,2 %.
Уровень грамотности среди всего населения составлял 83,9 %.

## Экономика
Основу экономики Серрито составляет сельское хозяйство.
61,5 % от общего числа городских и муниципальных предприятий составляют предприятия торговой сферы, 28 % — предприятия сферы обслуживания, 10 % — промышленные предприятия, 0,5 %— предприятия иных отраслей экономики.

## Транспорт
Через город проходит национальное шоссе № 55 (исп. Ruta Nacional 55).